# Sanne Ledermann
Pour les articles homonymes, voir Ledermann.
Susanne « Sanne » Ledermann (7 octobre 1928 – 19 novembre 1943) est une jeune fille juive allemande assassinée dans le camp de concentration d'Auschwitz. Elle est surtout connue pour son amitié avec les sœurs Anne et Margot Frank.

## Jeunesse et famille

École Jeker à Amsterdam - L'école primaire de Sanne Ledermann.

Sanne est née à Berlin, la plus jeune des deux filles de Franz Ledermann, avocat et musicien, et d'Ilse Citroën-Ledermann, pianiste. En 1933, lorsque le parti nazi arrive au pouvoir, les Ledermann, confrontés à la menace de mort parce qu'ils sont juifs, émigrent à Amsterdam, aux Pays-Bas.
Sanne est admise à l'école Jeker, où sa sœur Barbara et Margot Frank sont également admises. Plus tard en 1940, Eva Schloss, la future demi-sœur d'Anne Frank, est également dans la classe de Sanne. En 1940, les nazis envahissent les Pays-Bas et Sanne doit aller dans une école juive. Hanneli Goslar et Anne partent dans une autre école juive. Cependant, Sanne garde toujours de bons contacts avec Anne et Hanneli, et est membre du club de ping-pong Little Dipper Minus Two, nommé d'après la constellation de la Petite Ourse, qui est formée par ses amies (les filles avaient d'abord pensé que la constellation comprenait cinq étoiles, correspondant aux cinq filles qui étaient dans le club, mais ont découvert plus tard qu'elle était en fait composée de sept étoiles ; elles ont donc renommé le club Little Dipper Minus Two). En juillet 1942, Anne et sa famille (Margot, Otto et Edith, ainsi que la famille van Pels et Fritz Pfeffer) se cachent, bien que Sanne ne le sache pas.
Le 20 juin 1943, les Ledermann sont arrêtés par les nazis. Ils sont amenés au camp de transit de Westerbork et, le 16 novembre déportés au camp d'extermination d'Auschwitz.
La sœur aînée de Sanne, Barbara, échappe aux nazis grâce à ses contacts avec la résistance néerlandaise. Barbara émigre aux États-Unis et épouse le biochimiste Martin Rodbell, lauréat du prix Nobel.

## Sanne dans le journal d'Anne Frank

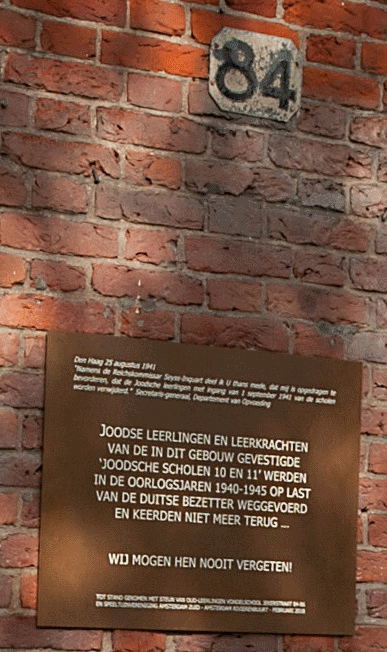
Plaque commémorative à l'entrée de l'école.

Sanne Ledermann est l'une des amies les plus proches d'Anne Frank, avec Hannah Goslar et Jacqueline van Maarsen. Sanne est mentionnée à plusieurs reprises dans le journal de Frank, et l'un des événements les plus célèbres apparaît dans le journal le 21 juin 1942, lorsqu'on a demandé à Anne d'écrire un essai en guise de punition pour avoir parlé pendant le cours.
Une partie de l'essai original écrit par Sanne Ledermann apparaît dans le livre de Frank Contes de l'Annexe secrète, qui est un recueil d'autres événements et histoires écrits par Anne Frank en plus du journal.
L'école Jeker est située à proximité de la place Merwedeplein et avant l'occupation allemande des Pays-Bas, de nombreux étudiants juifs parmi lesquels Margot Frank, Barbara Ledermann, Sanne Ledermann, Eva Schloss et bien d'autres, la fréquentaient. À l'entrée du bâtiment scolaire se trouve une plaque commémorative pour les enseignants et les élèves qui ont été envoyés dans les camps de concentration et ne sont jamais revenus.